# 艾西瓦娅·雷
艾絲維亞·莉（英語：Aishwarya Rai，1973年11月1日—）；婚後冠夫姓為：艾絲維亞·莉·巴強（英語：Aishwarya Rai Bachchan）是著名的印度女演員、模特兒及世界小姐，亦是宝莱坞知名度高及十分受歡迎的影、视、歌、舞巨星。艾絲維亞獲得2個印度電影觀眾獎最佳女演員獎項、2009年獲得印度政府頒發的莲花士勋章（Padma Shri）及2010年法國政府的法蘭西藝術與文學勳章（Ordre des Arts et des Lettres）。她的成名作為1999年的《何日君能知我心》（Hum Dil De Chuke Sanam）以及2002年的《胭脂淚》（Devdas）。
艾絲維亞先成為1994年的印度小姐亞軍並後來获得1994年度的世界小姐后冠，在2000年，被選為最美麗的世界小姐。她曾多次被媒體稱為「世界上最美麗的女士」（the most beautiful woman in the world）。根據報導，好萊塢女星茱莉娅·罗伯茨曾經在坎城影展中讚美她是世界上最美麗的女士。艾絲維亞曾在歐普拉脫口秀（The Oprah Winfrey Show）、六十分鐘時事雜誌、早間秀（The Early Show）中接受訪問，也被大衛·萊特曼譽為世界上最偉大的明星。她在銀幕後亦積極參與不同的慈善活動及機構，艾絲維亞是联合国艾滋病联合规划署（UNAIDS）的其中一位親善大使（Goodwill Ambassador）。

## 早年生活及模特兒事業
艾絲維亞出生於印度南部卡纳塔克邦的芒伽罗市一个自稱為刹帝利的賓特社區。她父親Krishnaraj是一名海洋生物學家，母親Brinda是一名家庭主婦。艾絲維亞亦有一名是工程師的胞兄Aditya。她的價值觀及生活方式均受她家庭影響；即使艾絲維亞後來成名，她依然維持虔誠的生活。
她其後舉家搬到孟買居住並在當地中學Arya Vidya Mandir High School就讀。艾絲維亞之後分別在Jai Hind College及DG Ruparel College學習。青少年時期，艾絲維亞曾經接受5年的印度古典音樂及古典舞蹈訓練。她天性聪明，能说流利的英语及五种印度方言。艾絲維亞在中学校时已经以其姣好美貌经常出任杂志的封面模特儿。她曾立志成為一名醫生，後來打算成為一名建築師。1990年，十七岁的爱絲維亞莉进入大学建筑系读书，并继续兼职做模特儿。一年後，她決定放棄學業，成為全職模特兒。她亦出現在著名美國雜誌《时尚》上。1993年，艾絲維亞在和宝莱坞男星阿米爾·罕演出百事可樂的電視廣告後開始得到公眾注意。

## 世界小姐
1994年，艾絲維亞参加印度小姐選美，虽然她在决赛中以零點幾分數败于后来荣获当年环球小姐的蘇絲米塔·森（Sushmita Sen），由于當時森被安排参加环球小姐比赛，因此她得以「印度小姐」第二名的身份获得世界小姐的参赛资格。
同年，她參與在在南非共和国太阳城举行的第四十四届世界小姐比赛，87国佳丽云集，决赛中艾絲維亞一出场便以非凡的仪表和翩翩的风度艳惊四座，而她对评委的问题也用娴熟在英语轻松对答如流，并博得观众如涛般的掌声。最后众望所归荣获当年世姐桂冠并被评为「最上镜小姐」（Miss Photogenic）及榮獲亞洲及大洋洲最上镜小姐（Miss World Continental Queen of Beauty − Asia and Oceania）的頭銜。

## 演艺事业

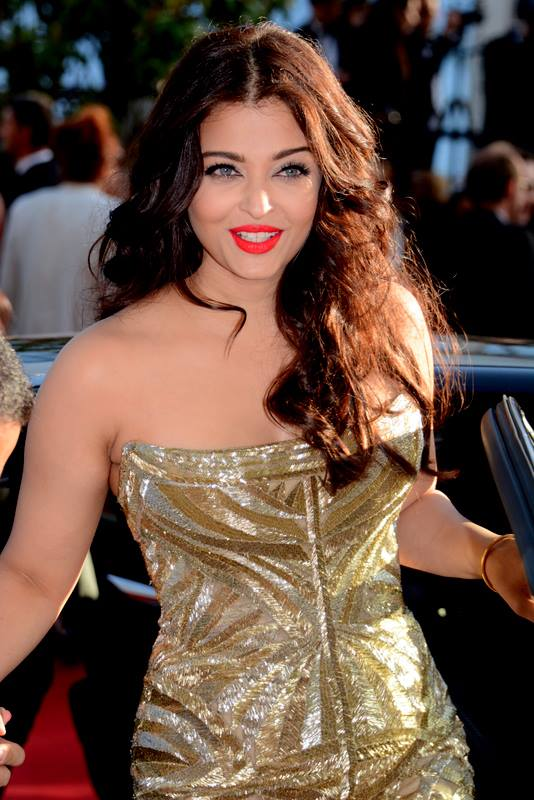
爱絲維娅在坎城影展（2014年）

艾絲維亞在1997年拍攝了她第一部電影並很快就以出色演技与能歌善舞征服亿万印度观众的心。她主演的电影获得好评不断，三年后即夺得宝莱坞「印度電影觀眾獎最佳女演员」大奖。以后她一直活跃在银幕上，经常与其他宝莱坞名演员如沙·茹克·汉、玛都丽·迪西特、阿彼锡·巴克罕等人合作演出精彩大片。她不但成为印度的影后，也渐渐菲声四海。
2006年，在澳大利亚墨尔本举行第十八届英联邦运动会，比赛组织委员会特别邀请爱丝维娅莉代表下一届的主办国印度，在闭幕式上以热情奔放的印度舞为运动员们和广大观众们助兴。她出場僅十五分鐘，据说因此得到报酬三千万印度卢比（3克若，约折合当年五十万美金），不论此消息真实与否，由此司看出她的「舞艺超群」和绝对不菲的超级明星身价。

### 1997至1998年
1997年，艾絲維亞在泰米尔语電影《Iruvar》中初登银幕，電影十分成功並得到多項大獎。艾絲維亞在電影中分飾兩角；而因為她的泰米尔语不流利，她的對白均由別人配音完成。同年她在她首部宝莱坞電影《Aur Pyaar Ho Gaya》中扮演一名天真的青少年Ashi，但她的演技受到影評人的批評。
艾絲維亞在一年後拍攝一部泰米尔语愛情電影《四人世界》（Jeans），她飾演一名帶祖母到美國就醫的年輕女子Madhumita。《四人世界》是一部成功的商業片，而艾絲維亞的舞蹈技巧亦受到讚賞。和之前的泰米尔语電影《Iruvar》不同，艾絲維亞這次親自為電影配音。1999年，她在由里希·卡普尔執導的宝莱坞電影《Aa Ab Laut Chalen》演出，但受到劣評。她的演出亦被批評為沒有深度及只是一名花瓶角色。

### 1999至2001年
1999年，艾絲維亞在知名導演Sanjay Leela Bhansali的愛情電影《何日君能知我心》（Hum Dil De Chuke Sanam）中擔任女主角，飾演一名被迫和自己不愛的男人結婚的女子Nandini。她的對手演員是宝莱坞巨星薩爾曼·汗和阿傑·德烏根。艾絲維亞充滿感情的演出受到欣賞而《何日君能知我心》亦十分受歡迎。艾絲維亞因此獲得她首個印度電影觀眾獎的最佳女演員殊榮。之後她在歌舞電影《Taal》的表現亦得到好評，並得印度電影觀眾獎提名 。
2000年，艾絲維亞在泰米尔语電影《Kandukondain Kandukondain》中扮演女星塔布的妹妹，演技再次受影評人讚賞。她之後首次和巨星沙·魯克·罕合作拍攝電影《Josh》。艾絲維亞在電影《Hamara Dil Aapke Paas Hai》中的演出亦再度被欣賞及被提名為影后。拍攝了票房失敗的電影《Dhai Akshar Prem Ke》後，艾絲維亞在電影《真愛永存》（Mohabbatein）中擔任配角。《真愛永存》是該年票房收入第二高的電影並使艾絲維亞贏得印度電影觀眾獎的最佳女配角獎項。但是她2002年的作品《Albela》使她再被批評為演技生硬。

### 2002年至2007年

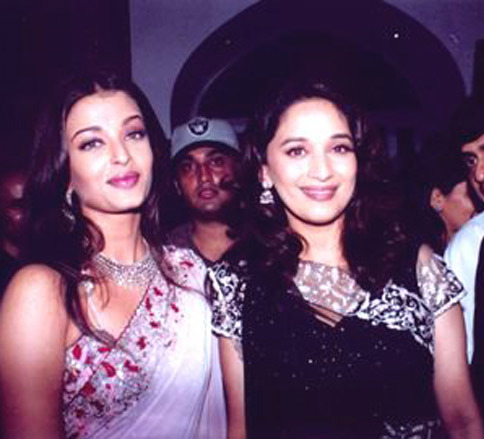
艾絲維亞和瑪都麗·荻西特在胭脂淚的首映上。

在電影《Hum Kisise Kum Nahin》之後，艾絲維亞再次出現在導演Sanjay Leela Bhansali的史詩式愛情電影《胭脂淚》（Devdas）中，對手演員是沙·魯克·罕及女影星瑪都麗·荻西特。她扮演男主角的愛人Paro。《胭脂淚》在2002年的戛纳电影节上映並被時代雜誌稱為千禧世紀10部最佳電影之一（10 best films of the millennium）。電影大受本土及海外市場歡迎，其中艾絲維亞的演技及美貌均受到讚美。此電影獲得印度電影觀眾獎10項獎項，包括艾絲維亞的第2個最佳女演員殊榮。
2003年，艾絲維亞拍攝了兩部電影《Dil Ka Rishta》及電影《Kuch Na Kaho》，但兩套電影的成績均十分普通。她之後在孟加拉語電影《Chokher Bali》中卻受到影評人好評。她之後的作品是《Khakee》及《Kyun! Ho Gaya Na...》。2004年後半年，艾絲維亞在英國寶萊塢式電影《新娘與偏見》（Bride and Prejudice）中的演出受到國際的注意。國際影評家雖然欣賞艾絲維亞的美貌，但質疑她的演技。紐約時報的評價認為她十分美麗，但演出沒有特別之處。她之後再次和阿傑·德烏根合作的電影《Raincoat》大獲好評，艾絲維亞的面部表情亦被指有進步。
她在2005年的作品《Shabd》受到不少負面的評價，而艾絲維亞也再被指為花瓶。同年她在電影《香料情缘》（The Mistress of Spices）中受到更多的劣評。有影評人甚至形容艾絲維亞的演出「討厭」（annoying）。艾絲維亞在2005年唯一的成功作品是在電影《班迪与巴卜莉》（Bunty Aur Babli）中特別客串的歌曲Kajra Re。
艾絲維亞在2006年拍攝了兩部電影。其中一部是《Umrao Jaan》，她扮演命運坎坷的舞女Umrao（這角色先前的知名扮演者是80年代的女星瑞卡）。艾絲維亞的外貌再度受讚歎，但演技被批評欠缺感情。她另一部電影是印度十分受歡迎的武打片《遁天神盜2》（Dhoom 2），艾絲維亞飾演女賊人Sunehri。她的對手演員有李提克·羅森、阿彼锡·巴克罕、比帕莎·巴蘇和尤代·乔普拉。雖然演技受劣評，但《遁天神盜2》成為艾絲維亞在2002年的《胭脂淚》後首部票房十分成功的電影。即使角色被批評為沒有深度，艾絲維亞再次得到印度電影觀眾獎的提名。
2007年，艾絲維亞在電影《古盧大兄》（Guru）中扮演男演員阿彼锡·巴克罕的妻子並十分成功。不少人均讚賞她的演出。她下一部作品是英國電影《Provoked》，她表現再次受到好評。同一年她在另一套英國史詩式電影《最后的兵团》（The Last Legion）中和本·金斯利及哥連·費夫等人合演，扮演一名印度戰士Mira。

### 2008年至2010年

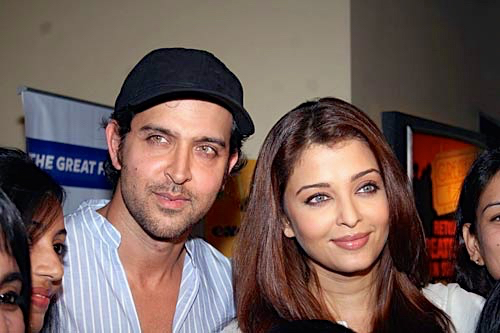
艾絲維亞和李提克·羅森在Guzaarish的首映上。

在一系列成績普通的作品後，艾絲維亞透過2008年的古裝愛情電影《Jodhaa Akbar》再度獲得不少好評。她在電影中飾演莫卧儿帝国皇帝阿克巴的妻子喬達。她接下來和丈夫阿彼锡及丈夫的父親阿米塔布·巴沙坎合作的電影《Sarkar Raj》亦受到好評。2009年，她在美國電影《The Pink Panther 2》中扮演犯罪學專家Sonia Solandres，但成績普通。

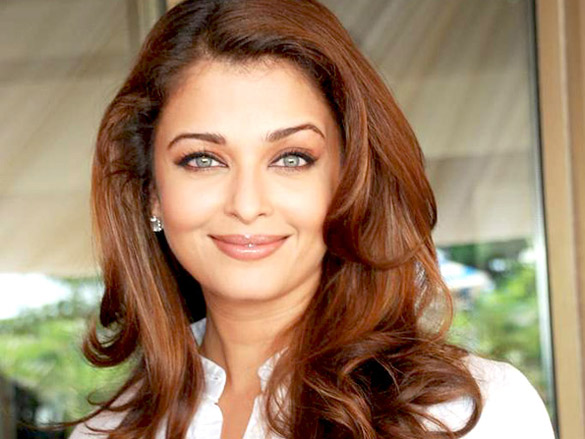
艾絲維亞在Enthiran的记者招待会上。

2010年，她演出兩部同樣改編自印度史詩罗摩衍那（Ramayana）的電影《Raavan》（印地語版本）和《Raavanan》（泰米爾語版本），扮演一名被綁架的警察妻子。艾絲維亞的演出得到兩極的評價。艾絲維亞之後在泰米爾語科幻電影《宝莱坞机器人之恋》中擔任女主角，此電影票房十分成功。但她之後的作品《Action Replayy》不但票房差，也為她帶來劣評。
她在2010年的最後一部電影是電影《雨中的请求（Guzaarish）》。這是她第三度和導演Sanjay Leela Bhansali及演員李提克·羅森合作。她扮演李提克·羅森的護士Sophia D'Souza。雖然票房並不成功，但艾絲維亞的演出受到影評人的欣賞。2011年，她主演電影《Heroine》，但是因為她懷孕而由另一名女演員卡琳娜·卡浦爾取代。

### 2015年至今
2015年1月，艾絲維亞在暫別影壇5年後復出並開始動作電影《Jazbaa》的拍攝工作，飾演一名女兒被綁架並被威脅的女律師。《Jazbaa》影評好壞參半，但票房收入不俗。
艾絲維亞在2016年共拍攝了兩部電影。首部作品《印巴冤獄》是改編自在巴基斯坦监狱被殺的印度農民薩拉布吉特·辛格的故事，她扮演薩拉布吉特的胞姊。电影在第69屆坎城影展首映但票房收入比预期差。艾絲維亞亦被部分影評人認為她不適合扮演她在戲中角色。
她在2016年最后的电影是卡蘭·喬哈執導的愛情劇《Ae Dil Hai Mushkil》，其他主演有兰比尔·卡普尔及艾魯絲卡·沙瑪。艾絲維亞飾演一名烏爾都語女詩人Saba。雖然她在片中出現的時間不多，不少影評均欣賞艾絲維亞的表現。

## 个人生活

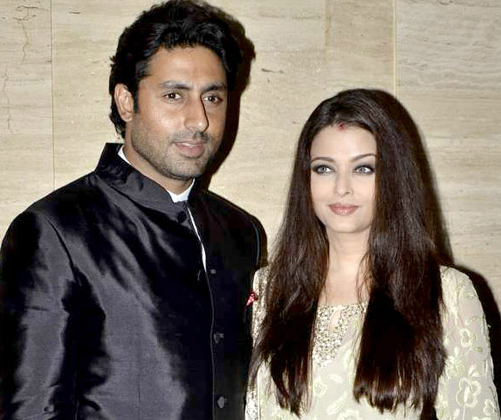
爱絲維娅莉和丈夫，2013年。

艾絲維亞在1999年至2001年和《何日君能知我心》的男拍擋薩爾曼·汗交往，女方在分手後稱薩爾曼曾對她使用暴力及不忠。
2006年中，印度传媒开始猜测艾絲維亞与宝莱坞天皇级影帝阿米塔布·巴克罕之子，同是演员的阿彼锡·巴克罕（Abhishek Bachchan）之间的不一般亲密关系。他們在拍攝古裝片《Umrao Jaan》期間相戀。阿彼锡在美國紐約市使用電影《古盧大兄》向艾絲維亞的角色Sujata求婚的道具指環求婚。2007年初，两人终于向外界宣告订婚。4月21日，兩大寶萊塢明星在阿米塔布·巴克罕的豪宅舉行盛大的世紀婚禮，此举哄動印度全国，數以萬計群眾在孟買争睹新人并向他们祝福。 （页面存档备份，存于） 婚禮以北印度及孟加拉傳統舉行。艾絲維亞在婚后搬到巴克罕的豪宅居住。

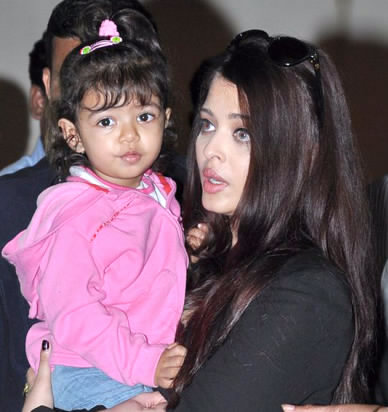
爱絲維娅莉和女兒

2011年11月16日，她在孟买誕下一位女嬰。巴克罕家族在2012年3月公布女嬰的名字為「阿拉迪雅」（Aaradhya）。

## 电影作品
| † | 顯示尚未上映电影 |

| 电影                                     | 上映年份 | 语言     | 角色                        | 導演                     | 備註                                   | Ref.          |
| ---------------------------------------- | -------- | -------- | --------------------------- | ------------------------ | -------------------------------------- | ------------- |
| Iruvar《冤家對頭》                       | 1997     | 泰米爾語 | Pushpavalli/Kalpana[I]      | Mani Ratnam              |                                        | [ 5 ]         |
| Aur Pyaar Ho Gaya                        | 1997     | 印地语   | Ashi Kapoor                 | Rahul Rawail             |                                        | [ 6 ]         |
| Jeans《四人世界》                        | 1998     | 泰米爾語 | Madhumitha/Vaishnavi[II]    | Shankar                  |                                        | [ 7 ]         |
| Aa Ab Laut Chalen                        | 1999     | 印地语   | Pooja Walia                 | 里希·卡普尔              |                                        | [ 8 ]         |
| Hum Dil De Chuke Sanam《何日君能知我心》 | 1999     | 印地语   | Nandini                     | 山傑·李拉·班沙里         | 榮獲：印度電影觀眾獎──最佳女演員獎     | [ 9 ] [ 10 ]  |
| Ravoyi Chandamama                        | 1999     | 圖魯語   |                             | Jayanth C. Paranjee      | 特邀演出歌曲"Love to Live"             | [ 11 ]        |
| Taal《阿混尋親記》                       | 1999     | 印地语   | Mansi                       | Subhash Ghai             | 被提名：印度電影觀眾獎──最佳女演員獎   | [ 12 ] [ 13 ] |
| Mela                                     | 2000     | 印地语   | Champakali                  | Dharmesh Darshan         | 特邀演出                               | [ 14 ]        |
| Kandukondain Kandukondain                | 2000     | 泰米爾語 | Meenakshi "Meenu" Bala      | Rajiv Menon              |                                        | [ 15 ]        |
| Josh                                     | 2000     | 印地语   | Shirley Dias                | Mansoor Khan             |                                        | [ 16 ]        |
| Hamara Dil Aapke Paas Hai                | 2000     | 印地语   | Preeti Virat                | Satish Kaushik           | 被提名：印度電影觀眾獎──最佳女演員獎   | [ 17 ] [ 18 ] |
| Dhaai Akshar Prem Ke                     | 2000     | 印地语   | Sahiba Grewal               | Raj Kanwar               |                                        | [ 19 ]        |
| Mohabbatein《真愛永存》                  | 2000     | 印地语   | Megha Shankar               | 阿迪提亞·喬普拉          | 被提名：印度電影觀眾獎──最佳女女配角獎 | [ 18 ] [ 20 ] |
| Albela                                   | 2001     | 印地语   | Sonia Heinz                 | Deepak Sareen            |                                        | [ 21 ]        |
| Hum Tumhare Hain Sanam                   | 2002     | 印地语   | Suman                       | K. S. Adhiyaman          | 客串演出                               | [ 22 ]        |
| Hum Kisise Kum Nahin                     | 2002     | 印地语   | Komal Rastogi               | David Dhawan             |                                        | [ 23 ]        |
| 23 March 1931: Shaheed                   | 2002     | 印地语   |                             | Guddu Dhanoa             | 特邀演出                               | [ 24 ]        |
| Devdas《寶萊塢生死戀》                   | 2002     | 印地语   | Parvati "Paro" Chakraborty  | 山傑·李拉·班沙里         | 榮獲：印度電影觀眾獎──最佳女演員獎     | [ 25 ] [ 26 ] |
| Shakti: The Power                        | 2002     | 印地语   | 她本人                      | Pasupuleti Krishna Vamsi | 特邀演出歌曲"Ishq Kamina"              | [ 27 ]        |
| Chokher Bali                             | 2003     | 孟加拉语 | Binodini                    | Rituparno Ghosh          |                                        | [ 28 ]        |
| Dil Ka Rishta                            | 2003     | 印地语   | Tia Sharma                  | Naresh Malhotra          |                                        | [ 29 ]        |
| Kuch Naa Kaho                            | 2003     | 印地语   | Namrata Shrivastav          | Rohan Sippy              |                                        | [ 30 ]        |
| Khakee                                   | 2004     | 印地语   | Mahalakshmi                 | Rajkumar Santoshi        |                                        | [ 31 ]        |
| Kyun...! Ho Gaya Na                      | 2004     | 印地语   | Diya Malhotra               | Samir Karnik             |                                        | [ 32 ]        |
| Bride & Prejudice《新娘與偏見》          | 2004     | 英語     | Lalita Bakshi               | Gurinder Chadha          |                                        | [ 33 ]        |
| Raincoat                                 | 2004     | 印地语   | Neerja                      | Rituparno Ghosh          | 被提名：印度電影觀眾獎──最佳女演員獎   | [ 34 ] [ 35 ] |
| Shabd《譜寫痴愛》                        | 2005     | 印地语   | Antara Vashist/Tammana      | Leena Yadav              |                                        | [ 36 ]        |
| The Mistress of Spices                   | 2005     | 英語     | Tilo                        | Paul Mayeda Berges       |                                        | [ 37 ]        |
| Bunty Aur Babli                          | 2005     | 印地语   |                             | Shaad Ali                | 特邀演出歌曲"Kajra Re"                 | [ 38 ]        |
| Umrao Jaan《勒克瑙之花》                 | 2006     | 印地语   | Umrao Jaan                  | J.P. Dutta               |                                        | [ 39 ]        |
| Dhoom 2《遁天神盜2》                     | 2006     | 印地语   | Sunehri                     | Sanjay Gadhvi            | 被提名：印度電影觀眾獎──最佳女演員獎   | [ 40 ] [ 41 ] |
| Guru《古盧大兄》                         | 2007     | 印地语   | Sujata Desai                | Mani Ratnam              | 被提名：印度電影觀眾獎──最佳女演員獎   | [ 41 ] [ 42 ] |
| Provoked                                 | 2007     | 英語     | Kiranjit Ahluwalia          | Jag Mundhra              |                                        | [ 43 ]        |
| The Last Legion《最后的兵团》            | 2007     | 英語     | Mira                        | Doug Lefler              |                                        | [ 44 ]        |
| Jodhaa Akbar《帝國玫瑰》                 | 2008     | 印地语   | 瑪麗亞姆·薩曼尼“Jodhaa Bai” | Ashutosh Gowariker       | 被提名：印度電影觀眾獎──最佳女演員獎   | [ 45 ] [ 46 ] |
| Sarkar Raj                               | 2008     | 印地语   | Anita Rajan                 | Ram Gopal Varma          |                                        | [ 47 ]        |
| The Pink Panther 2                       | 2009     | 英語     | Sonia Solandres             | Harald Zwart             |                                        | [ 48 ]        |
| Raavan                                   | 2010     | 印地语   | Ragini Sharma               | Mani Ratnam              |                                        | [ 49 ]        |
| Raavanan                                 | 2010     | 泰米爾語 | Ragini Subramaniam          | Mani Ratnam              |                                        | [ 50 ]        |
| Enthiran                                 | 2010     | 泰米爾語 | Sana                        | S. Shankar               |                                        | [ 51 ]        |
| Action Replayy                           | 2010     | 印地语   | Mala                        | Vipul Amrutlal Shah      |                                        | [ 52 ]        |
| Guzaarish                                | 2010     | 印地语   | Sofia D'Souza               | 山傑·李拉·班沙里         | 被提名：印度電影觀眾獎──最佳女演員獎   | [ 53 ] [ 54 ] |
| Jazbaa                                   | 2015     | 印地语   | Anuradha Verma              | Sanjay Gupta             |                                        | [ 55 ]        |
| Sarbjit                                  | 2016     | 印地语   | Dalbir Kaur                 | Omung Kumar              |                                        | [ 56 ]        |
| Ae Dil Hai Mushkil                       | 2016     | 印地语   |                             | 卡蘭·喬哈                |                                        | [ 57 ]        |
| Fanney Khan                              | 2018     | 印地语   | Baby Singh                  | Atul Manjrekar           |                                        |               |

## 品牌代言人

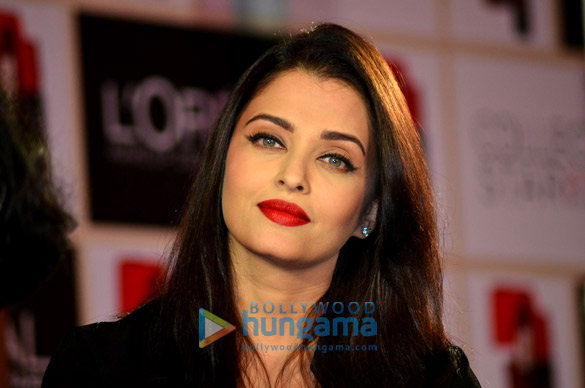
爱絲維娅莉在萊雅的唇膏发布会上，2015年。

艾絲維亞在中學三年級已經開始代言，客戶是Camlin鉛筆。她亦曾為百事可樂及可口可乐擔任代言人。她其他代言有化妝品牌萊雅（L'Oréal）、Lakmé Cosmetics、鐘錶品牌浪琴表（Longines）、Titan Watches、卡西歐（Casio pager）、飛利浦、高露洁-棕榄、力士（Lux）及富士胶片等。根據調查，她是世界上第2受歡迎的鐘錶代言人。艾絲維亞亦是鑽石公司戴比尔斯（De Beers）在印度的品牌大使。

## 外部連結
- Aishwarya Rai在互联网电影资料库（IMDb）上的資料（英文）
- 艾西瓦娅·雷的Instagram帳戶
- 印度宝莱坞的世纪婚礼（BBC报道） （页面存档备份，存于）